# Brachyhesma healesvillensis
Brachyhesma healesvillensis är en biart som beskrevs av Exley 1968. Brachyhesma healesvillensis ingår i släktet Brachyhesma och familjen korttungebin. Inga underarter finns listade.

## Bildgalleri

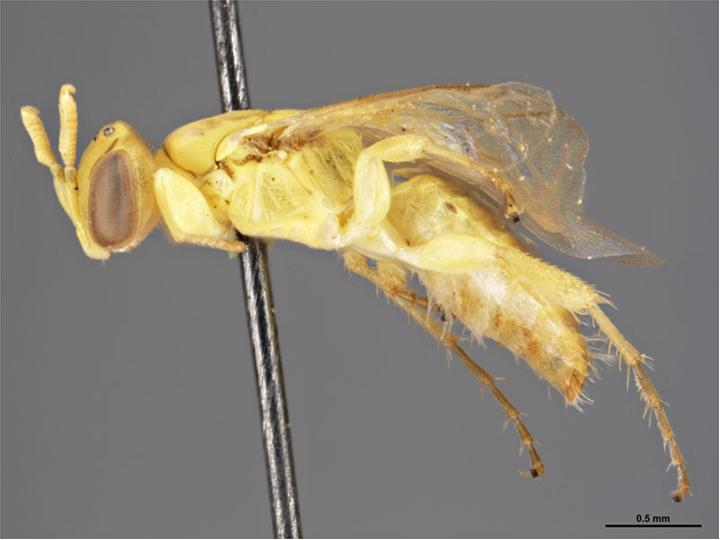